# Facultad de Medicina de la Universidad de Valparaíso
La Facultad de Medicina de la Universidad de Valparaíso es una de las once facultades de la Universidad de Valparaíso. Ofrece ocho carreras de pregrado, un doctorado, cinco programas de magíster y varios programas de diplomado y especialidades médicas.

## Historia
La historia de la facultad se remonta a la creación de los cursos dependientes de la Facultad de Medicina de la Universidad de Chile de primer y segundo año de medicina en Valparaíso, año 1961. En 1966 se creó la Escuela de Medicina de la Universidad de Chile, sede Valparaíso, y en 1972 la Facultad de Salud.
En 1981, a partir de la creación de la Universidad de Valparaíso, dicha escuela pasa a formar parte de dicha casa de estudios. En la actualidad, la universidad cuenta con dos campus; uno en Valparaíso, ubicado en Angamos 655, Reñaca, Viña del Mar y otro en San Felipe, ubicado en La Troya esquina el Convento s/n.

## Carreras
Esta facultad actualmente imparte 7 carreras:
- Educación Parvularia
- Enfermería
- Fonoaudiología
- Kinesiología
- Medicina
- Obstetricia y Puericultura
- Tecnología Médica

## Infraestructura

### Dependencias de la Facultad de Medicina
|                                                             |
| Ed. Bruno Günther. Clínica de Reproducción (Hontaneda 2664) |

|                   |
| Campus San Felipe |

|                                                           |
| Enfermería, Obstetricia y Puericultura (Blas Cuevas 1028) |

|                            |
| Kinesiología (Brasil 1560) |

|                                                  |
| Medicina y Educación Parvularia (Hontaneda 2653) |

### Campos Clínicos
Para la Escuela de Medicina - Casa Central los principales campos clínicos son; En Viña del Mar el Hospital Dr. Gustavo Fricke y Hospital Naval Almirante Nef y en Valparaíso el Hospital Carlos Van Buren Y Hospital Dr. Eduardo Pereira.
Para la Escuela de Medicina - Campus San Felipe los principales campos clínicos son; en San Felipe el Hospital San Camilo, en Los Andes el Hospital San Juan de Dios y en Putaendo el Hospital psiquiátrico Dr. Philippe Pinel.
En el año 2011 se inaugura el Centro de Reproducción Humana - Facultad de Medicina de la Universidad de Valparaíso, programa que cuenta con laboratorio de andrología, unidad de ecografía ginecológica y clínica de medicina reproductiva de baja complejidad. Esta institución además de ser el primer centro de reproducción asistida para el sistema público regional, permite servir en la docencia tanto de pregrado como de postgrado para la escuela.

## Extensión
La Sociedad Científica de Estudiantes de Medicina de la Universidad de Valparaíso - SOCEM UV es una agrupación estudiantil cuyo fin es mejorar el conocimiento científico a través de la investigación. Dicha sociedad ha elaborado diversos trabajos de investigación, los cuales han sido expuestos en diversos congresos nacionales e internacionales, además de ser publicados en revistas científicas.
La escuela de medicina cuenta con el Día del Futuro Médico, actividad que permite reunir a una gran cantidad de estudiantes secundarios que rendirán la Prueba de Selección Universitaria y que presentan las inquietudes por estudiar medicina. Dentro de las actividades se encuentra la bienvenida del director de la escuela, clase teórica y vocacional y una clase práctica de anatomía.

## Escuela de Postgrados
La Escuela de Postgrados-Medicina de la Universidad de Valparaíso cuenta con una amplia oferta académica de especialidades médicas primarias y secundarias, así como también programas de postgrados en Magíster y Diplomados.
Programas de Especialidades Médicas:
- Anatomía Patológica
- Anestesiología y Reanimación
- Cirugía General
- Cirugía Pediátrica
- Medicina General Familiar
- Medicina Interna
- Neurocirugía
- Neurología
- Neuropediatría
- Obstetricia y Ginecología
- Oftalmología
- Oncología y Radioterapia
- Otorrinolaringología
- Psiquiatría Adultos
- Psiquiatría Infanto-Juvenil
- Radiología e Imagenología
- Traumatología y Ortopedia
- Urología

Programas de Subespecialidades Médicas:
- Cardiología
- Cirugía Cardiovascular
- Cuidados Intensivos Adultos
- Cuidados Intensivos Pediátricos
- Hematología y Oncoterapia

Programas de Postgrados:
- Magíster en Ciencias Médicas mención Infecciones Intrahospitalarias y Epidemiológicas
- Magíster en Ciencias Médicas mención Biología Celular y Molecular
- Magíster en Salud Pública

Programas de Diplomados:
- Diploma en Cirugía de Piso Pélvico
- Diploma en Cuidado Respiratorio y Manejo Hemodinámico Neonatal
- Diploma en Resolutividad en Equipo y con Perspectiva de Red para el Modelo de Salud Familiar
- Diploma en Técnicas de Biología Celular y Molecular